# Rode Lijst van Zuid-Afrikaanse planten
De Rode Lijst van Zuid-Afrikaanse planten wordt onderhouden door het SANBI (South African National Biodiversity Institute).
Bijna een kwart van alle plantensoorten in het land valt in de categorie met uitsterven bedreigd of loopt gevaar in die categorie te belanden. Meer dan 20.000 soorten zijn geclassificeerd.
| Code       | Betekenis                        | Aantal |
| ---------- | -------------------------------- | ------ |
| EX         | Uitgestorven                     | 32     |
| EW         | In het wild uitgestorven         | 8      |
| CR PE      | Kritiek, mogelijk uitgestorven   | 62     |
| CR         | Kritiek, bedreigd                | 388    |
| EN         | Bedreigd                         | 826    |
| VU         | Kwetsbaar                        | 1443   |
| NT         | Bijna bedreigd                   | 490    |
| Crit. rare | In kritieke mate zeldzaam        | 174    |
| Rare       | Zeldzaam                         | 1304   |
| Declining  | Afnemend                         | 47     |
| DDD        | Onzeker, gebrek aan gegevens     | 373    |
| DDT        | Onzeker, taxonomisch onduidelijk | 964    |
| LC         | Niet bedreigd                    | 14.184 |

De voornaamste oorzaken van een bedreigde status zijn het verlies aan habitat, door bijvoorbeeld aanleg van infrastructuur of huizenbouw, of de achteruitgang daarvan, door overbegrazing of slecht beheer, en concurrentie door geïntroduceerde soorten.
De provincie West-Kaap telt het grootste aantal plantensoorten waar men zich zorgen over maakt. Dit heeft te maken met het feit dat deze streek in zijn eentje het zesde florarijk van de aarde uitmaakt en een groot aantal endemische soorten telt. Andere streken met naar verhouding veel zorgenkinderen zijn de Wilde Kust van de vroegere Transkei en delen van Mpumalanga.